# Léon Haumesser
Léon Haumesser, né le 12 août 1903 à Sélestat et mort le 23 septembre 1991 à Reims, est un homme politique français.

## Mandats
- Député de Constantine (1951-1955)[2].